# انتهاك جمهورية إيران الإسلامية لحقوق الإنسان
انتهاكات حقوق الإنسان التي يرتكبها نظام جمهورية إيران الإسلامية، المعروفة بين معارضيها باسم «جرائم جمهورية إيران الإسلامية» و «جرائم جمهورية إيران الإسلامية».إنها سلسلة من الإجراءات التي اتخذتها جمهورية إيران الإسلامية أو القوات التي تعمل بالوكالة عنها منذ بداية الثورة الإسلامية في عام 1979 والتي تسببت في إلحاق ضرر كبير بالشعب وحقوق الإنسان الأساسية.  يتهم نظام جمهورية إيران الإسلامية بارتكاب انتهاكات لحقوق الإنسان من نواحٍ عديدة، فبعض السياسيين مثل محمود أحمدي نجاد متهمون فقط بارتكاب جرائم حرب.بعض المسؤولين الإيرانيين الآخرين مطلوبون من قبل السلطات القضائية الدولية بتهم الإرهاب، مثل الإنتربول.منذ الأيام الأولى للثورة الإسلامية، نفذ نظام الجمهورية الإسلامية الإيرانية أوامر مثل قطع الأصابع واليدين والقدمين، وقطع الرؤوس، والرمي من المرتفعات، والرجم، واغتيال، وإعدام أفراد وجماعات من المعارضين.